# الفی (فیلم ۲۰۰۴)
اَلْفی (به انگلیسی: Alfie) یک فیلم کمدی درام به سال ۲۰۰۴، محصول مشترک آمریکا و انگلیس، به کارگردانی چارلز شایر. موضوع آن کمدی و رمانتیک است.
جود لا، سی نا میلر، سوزان ساراندون، ژولین دیویس، و عمر اپس از بازیگران این فیلم هستند.

## خلاصه
فیلم درمورد یک جوان خوش چهره بریتانیایی بنام «الفی» است که راننده لیموزین می باشد و در زندگی اش با زن های بسیاری رابطه دارد، که بیشتر آن ها از مشتریانش هستند. او یک زندگی رویایی را تجربه می کند،‌ تا اینکه...

## جوایز
برنده گلدن گلوب بهترین ترانه موسیقی متن ۲۰۰۵